# Colorado Plateaus

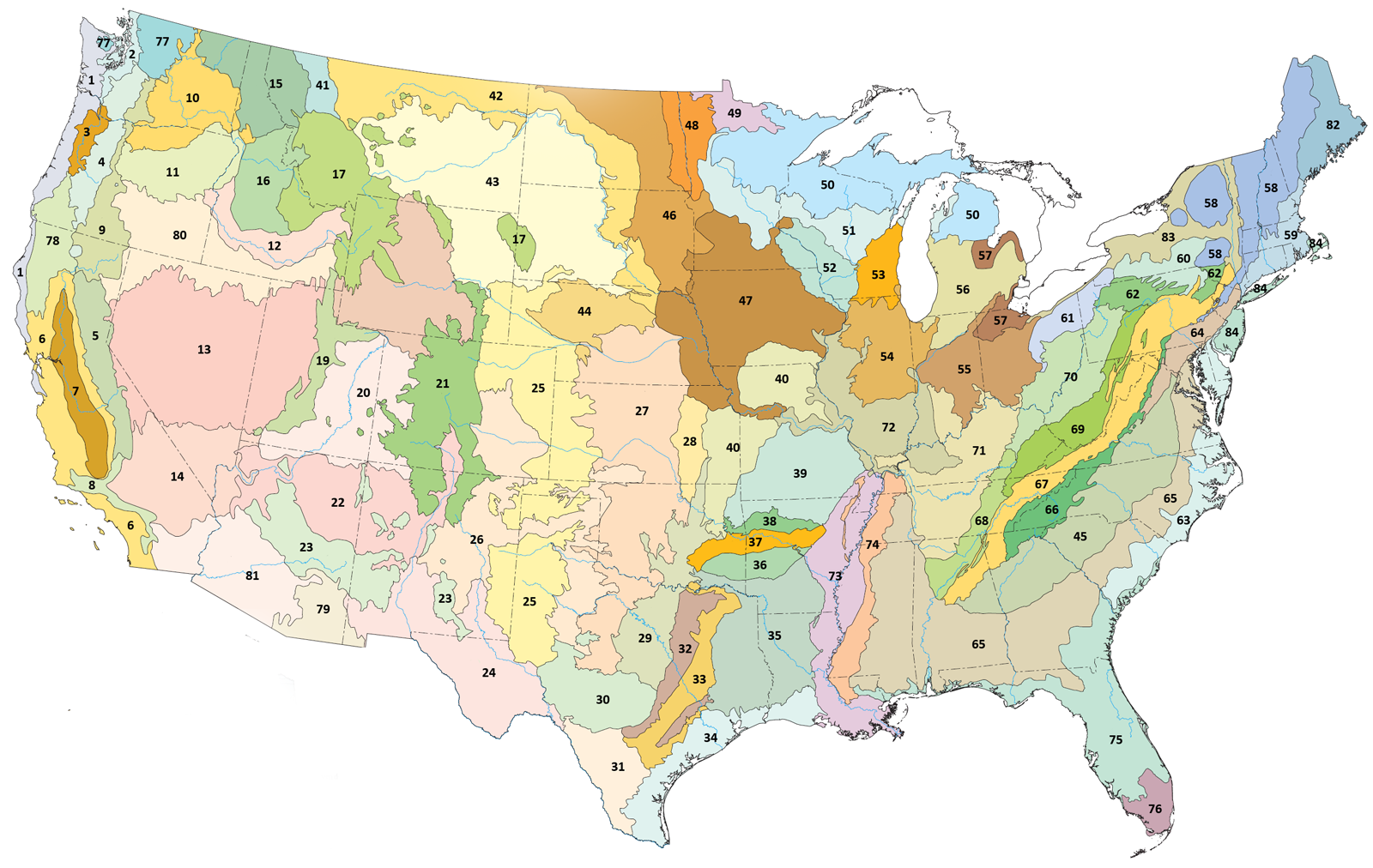
Carte des écorégions de niveau III aux États-Unis (l'écorégion est représentée par le numéro 20).

Colorado Plateaus  (« Plateaux du Colorado ») est le nom d'une des écorégions de niveau III utilisée par l'Agence de protection de l'environnement des États-Unis pour catégoriser les milieux naturels en Amérique du Nord.
Au sud, la zone s'étend légèrement sur les parties septentrionales de l'Arizona et du Nouveau-Mexique. Au centre et au nord, elle s'étend sur les États de l'Utah et du Colorado. L'écorégion tire son nom du plateau du Colorado qui est lui-même constitué de nombreux sous-plateaux élevés. L'altitude des plateaux avoisine régulièrement les 2000 mètres. La région est traversée par le fleuve Colorado. L'écosystème de la région est considéré comme un désert froid d'Amérique du Nord,,,.